# Flájský plavební kanál

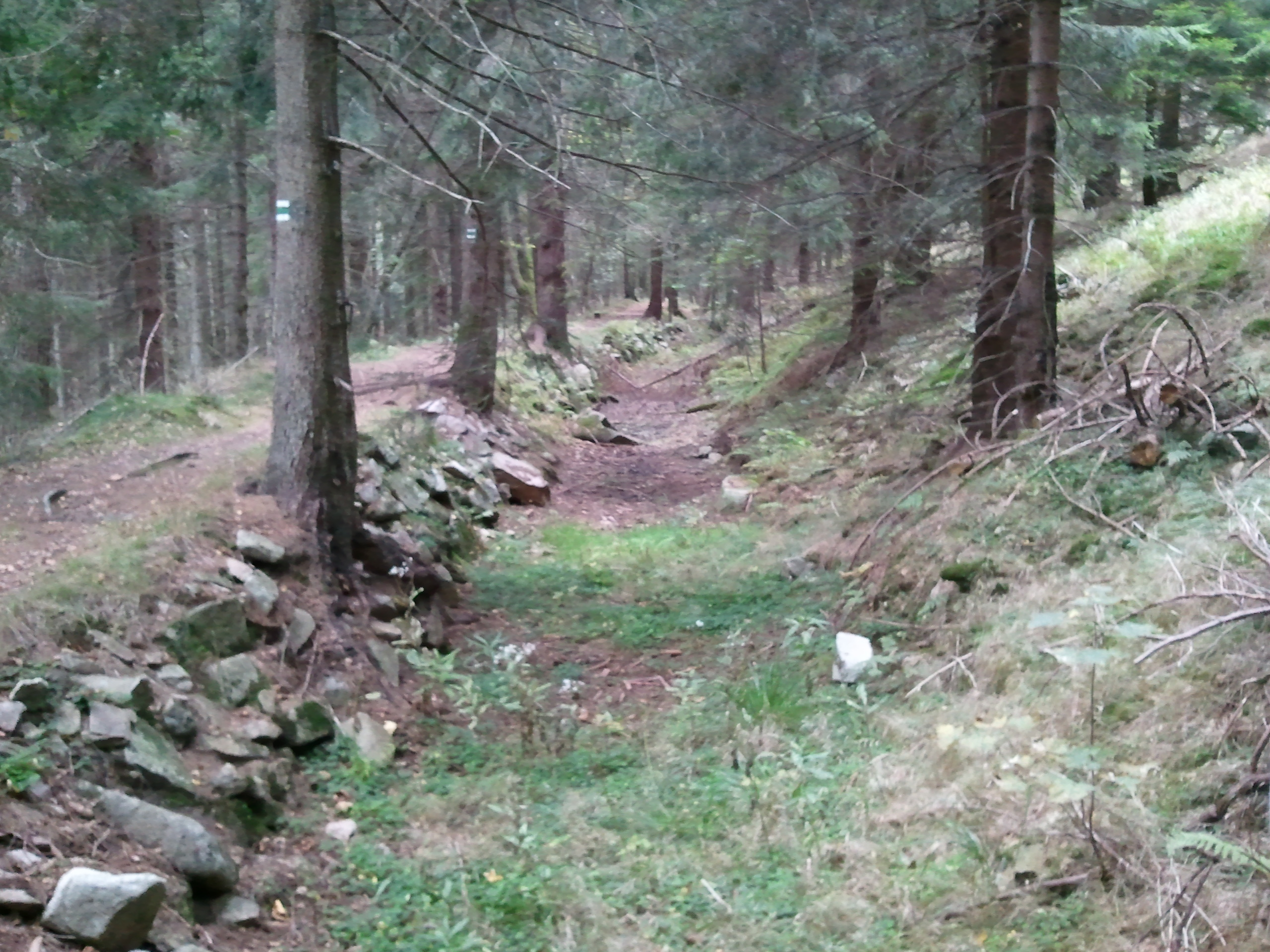
Turistická cesta podél Flájského plavebního kanálu

Flájský plavební kanál (též Nový plavební kanál, německy Neugrabenflöße) je název zaniklého vodního kanálu v Krušných horách, který sloužil k plavení dřeva. Vedl z Flájí do saského města Clausnitz. Kanál byl postaven v letech 1624–1629 a byl v provozu až do roku 1872 (některé zdroje uvádějí rok 1874). Dnes se z něj dochovaly na obou stranách hranice pouze části. Patří k nejstarším technickým vodním památkám v České republice, je o více než 160 let starší než oba známé plavební kanály na Šumavě. Od roku 1958 je chráněn jako kulturní památka ČR.

## Historie
Saské město Freiberg bylo ve středověku a raném novověku centrem zpracování stříbra a dalších rud, které se těžily na německé straně Krušných hor. K jejich zpracování v hutích bylo zapotřebí dřevěného uhlí a nejbližší lesy se nacházely na hřebenech Krušných hor. O výstavbě plavebního kanálu uvažovalo město Freiberg již během 16. století. K dohodě mezi saským kurfiřtem a Lobkovici došlo až na podzim roku 1623, kdy Lobkovicové souhlasili s vybudováním kanálu na svém území.
Se stavbou Nového plavebního kanálu se začalo v roce 1624. Nový se mu říkalo proto, že na saské straně Krušných hor existovaly starší kanály – Marienberský (1556), Annaberský (1564–1566) a kanál Görsdorf–Blumenau (1566).
Nový kanál začínal za vsí Fláje (dnes je první úsek zaplaven a tak začíná až u hráze Flájské přehrady) v nadmořské výšce 696 metrů a pokračoval přes Český Jiřetín do Saska, kde minul vesnici Cämmerswalde a končil ve městě Clausnitz. Zde se vléval do řeky Muldy, kudy pokračovalo plavení po přirozeném toku do Freibergu. Délka kanálu činila 18,2 km, koryto bylo hluboké 120 cm. Na počátku byl kanál široký 280 cm a postupně se zužoval až na 180 cm. Nad Českým Jiřetínem byl kanál vytesán do skály. Práce byly dokončeny 8. března 1629 a náklady činily 4959 tolarů.
Plavení dřeva probíhalo převážně jen na jaře, když bylo dostatek vody. Po většinu roku nebyl kanál splavný. Napájen byl z Flájského potoka a také z rybníků na české i německé straně. Během zimy se nařezané dříví svezlo a připravilo na louce u plavebního kanálu. Uvádí se, že plavení trvalo jen 8–14 dní. Poté byl kanál vyčištěn a jeho případná poškození opravena.
V roce 1729 sice pražské místodržitelství vydalo zákaz o vývozu dřeva za hranice, dřevo se přesto plavilo dál. Další podobný zákaz vydala císařovna Marie Terezie. Poslední plavba v kanále proběhla v roce 1872 (některé zdroje uvádějí rok 1874).
V letech 1882–1883 byla v Českém Jiřetíně vybudována továrna na lepenku, která využívala plavební kanál jako náhon pro vodní turbínu. O nedělích, kdy továrna nevyráběla, byla voda vypouštěna z kanálu do Flájského potoka po skále vedle tovární vily. Vznikl tak umělý vodopád, který byl na začátku 20. století motivem několika dobových pohlednic jako oblíbené výletní místo.

## Současnost

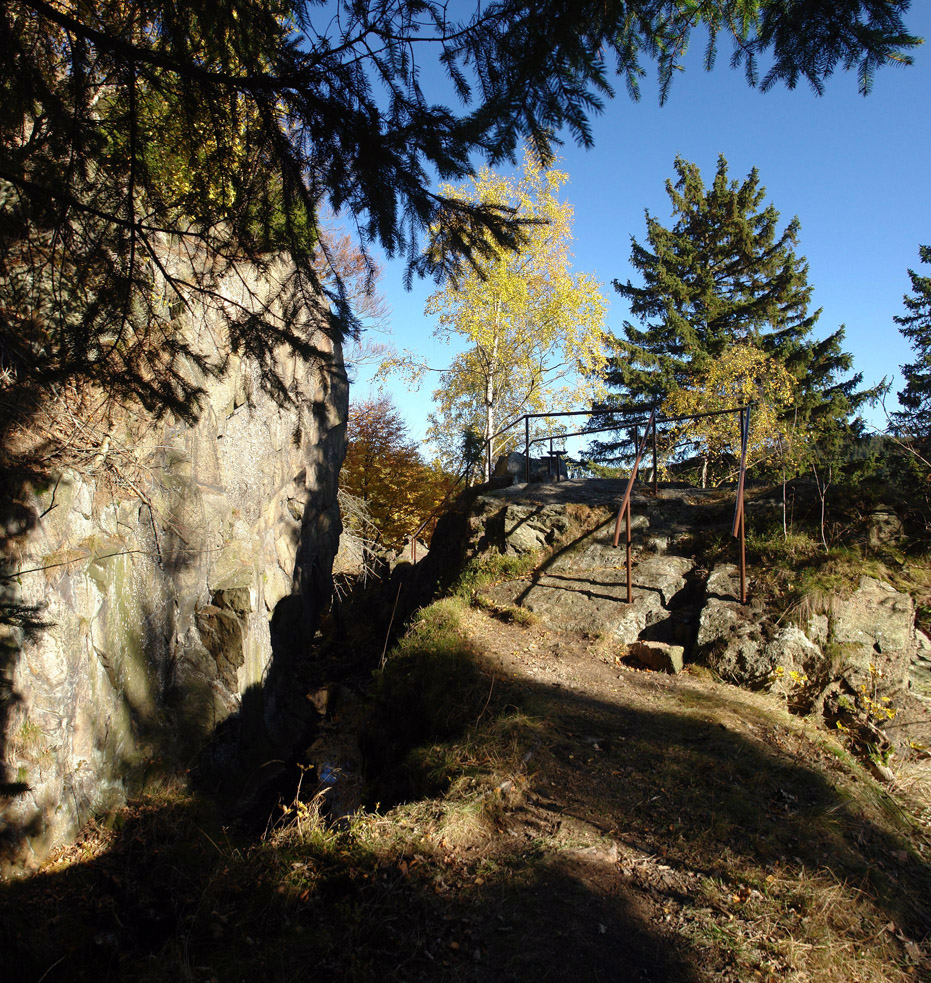

Tato technická památka se vrátila do širšího povědomí české veřejnosti na začátku 21. století díky publikační práci učitele a přírodovědce litvínovského muzea Zdeňka Bárty, který na historii plavebního kanálu upozorňoval už v 70. letech 20. století. V roce 1999 propagovala Krušnohorská iniciativa práci Zdeňka Bárty formou drobné česko-německé brožury. V roce 2011 se občanům Českého Jiřetína ze sdružení Českojiřetínský spolek podařilo zprostředkovat kontakt mezi německou stranou a státním podnikem Lesy České republiky. Lesy jsou vlastníkem většiny pozemků, na kterých se kanál na české straně nachází. V roce 2012 byl odstartován projekt českých a německých partnerů z programu Cíl 3 / Ziel 3 Evropské unie. Hlavním koordinátorem projektu částečné opravy kanálu a vybudování přeshraniční stezky je spolek Heimatgeschichtsverein Rechenberg-Bienenmühle e.V. Stezka byla slavnostně otevřena 5. července 2013, a to otevřením nového mostu přes hraniční Bystrý potok (Rauschenbach).

## Plavební kanál ve filmu
V roce 2013 měl svou premiéru filmový cyklus Flájský potok v proměnách času (projekt Českojiřetínské spolku a spolku Heimatgeschichtsverein Rechenberg-Bienenmühle), který ve třech dílech popisuje historii krušnohorských obcí na Litvínovsku. Dokumenty vytvořila mostecká studie MS Production a Ponte records.
Třetí díl cyklu s názvem Plavební kanál Fláje–Clausnitz (Neugrabenflöße Fláje–Clausnitz) mapuje historii jednoho z nejstarších plavebních kanálů v Čechách. Tento díl měl svou premiéru pro studenty gymnázií Litvínov a Olbernhau dne 18. září 2013. Pro veřejnost pak koncem října v saském Rechenbergu a v listopadu 2013 v Litvínově a Mostě. Dokument vznikl za podpory programu Cíl3/Ziel3 Evropské unie.